# Universitätsdozent
Universitätsdozent (Univ.-Doz.) ist eine in Österreich verwendete Bezeichnung für bestimmte habilitierte Wissenschaftler an einer Universität.

## Dienst- und Organisationsrecht
Dienstrechtlich bezeichnet der Begriff Universitätsdozent ausschließlich Beamte der Verwendungsgruppe der Universitätsdozenten (§§ 154 lit. b, 170ff. BDG 1979). Diese führen seit 1. Oktober 1997 (§ 247e Abs. 4 BDG 1979) den Amtstitel Außerordentlicher Universitätsprofessor (Ao. Univ.-Prof., nicht zu verwechseln mit der früheren gleichlautenden Bezeichnung gemäß § 31 UOG 1975).
Organisationsrechtlich bezeichnet der Begriff Universitätsdozent neben den beamteten Universitätsdozenten (Amtstitel Außerordentlicher Universitätsprofessor, siehe oben: Universitätsdozent als dienstrechtlicher Begriff) auch die Vertragsdozenten (Funktionsbezeichnung Außerordentlicher Universitätsprofessor) gemäß § 55ff. VBG bzw. die aus dem Vertragsdozenten-Verhältnis übergeleiteten Angestellten der Universität (§ 122 Abs. 2 Z 4, Abs. 3 bis 7 Universitätsgesetz 2002).

### Rechtliche Situation in Deutschland
In Deutschland stellt die Führung der Bezeichnung Universitätsdozent, ohne dazu nach österreichischem Hochschulrecht berechtigt zu sein oder eine entsprechende Lehrtätigkeit an einer inländischen anerkannten Universität auszuüben, nach § 132a StGB als Missbrauch von Amts- beziehungsweise Berufsbezeichnungen eine strafbare Handlung dar. Abgestellt wird hier auf die missbräuchliche Verwendung der österreichischen Dienstbezeichnung.
Sollte die Verwendung der Bezeichnung im beruflichen bzw. geschäftlichen Kontext erfolgen, liegt ferner regelmäßig eine unlautere geschäftliche Handlung vor, welche geeignet ist, die Interessen von Mitbewerbern, Verbrauchern oder sonstigen Marktteilnehmern spürbar zu beeinträchtigen. Die unrechtmäßige Führung kann gerichtlich untersagt werden. Lehrbeauftragte von Fach- oder sonstigen Hochschulen, welche keine Universitäten sind, sind bereits per Definition nicht dazu berechtigt, die Bezeichnung Universitätsdozent zu tragen.

## Lehrbefugnis
Bis 31. Dezember 2003 wurde an österreichischen Universitäten auf Grund einer Habilitation die „Lehrbefugnis als Universitätsdozent“ verliehen. Die Verleihung dieser Lehrbefugnis ist nicht zu verwechseln mit dem Beamtenstatus (siehe oben: Universitätsdozent als dienstrechtlicher Begriff); sie war unabhängig von einem Dienst- oder Beschäftigungsverhältnis zur Universität.
Wurde jedoch an einen beamteten Universitätsassistenten die Lehrbefugnis als Universitätsdozent verliehen, so erwarb dieser einen Rechtsanspruch darauf, auf Antrag mit Beginn des folgenden Semesters aus der Verwendungsgruppe der Universitätsassistenten in die Verwendungsgruppe der Universitätsdozenten überstellt zu werden (§ 170 Abs. 2 BDG 1979).
Diese verwirrende Terminologie wurde mit Wirkung ab dem 1. Jänner 2004 durch das Universitätsgesetz 2002 bereinigt und an die in Deutschland und in der Schweiz gebräuchliche Terminologie angepasst. Seitdem wird durch die Habilitation die Lehrbefugnis als Privatdozent verliehen (§§ 102, 103 Universitätsgesetz 2002).